# 13 Diefthinsi Eidikon Epichiriseon
Za druge 13. polke glejte 13. polk.
13 Diefthinsi Eidikon Epichiriseon (kratica 13 DEE) je specialna enota Helenske kopenske vojske, ki je usposobljena za izvajanje amfibijskodesantnega bojevanja; deluje podobno kot bolje znani SEALsi Združenih držav Amerike.

## Zgodovina
Polk je bil ustanovljen leta 2001 s preimenovanjem 13 Syntagma Amfivion Katadromon.

## Organizacija
- Štab
- Alpha Mira Amfivia Katadromon (A MAK)
- Gamma Mira Amfivia Katadromon (G MAK)